# Paweł Mateusz Puciata
Paweł Mateusz Puciata, ps. „Kardynał”, „Matek” (ur. 17 marca 1902 w Wilnie, zm. 20 kwietnia 1980 w Toruniu) – polski historyk, badacz dziejów Wielkiego Księstwa Litewskiego, instruktor harcerski.

## Życiorys
Był synem Edwarda i Heleny ze Żmigrodzkich, właścicieli majątku ziemskiego pod Witebskiem. Od 1918 mieszkał w Wilnie. Tam w 1922 ukończył edukację w Gimnazjum im. Joachima Lelewela. 15 lipca 1930 ożenił się z Marią z Bohdanowiczów (późniejszym organizatorem i dyr. Biblioteki UMK w Toruniu). Mieli dwóch synów: Mariusza (1932–1964) i Jerzego (ur. 1933), artysta plastyk.
Zmarł w Toruniu. Został pochowany na Cmentarzu św. Jerzego.

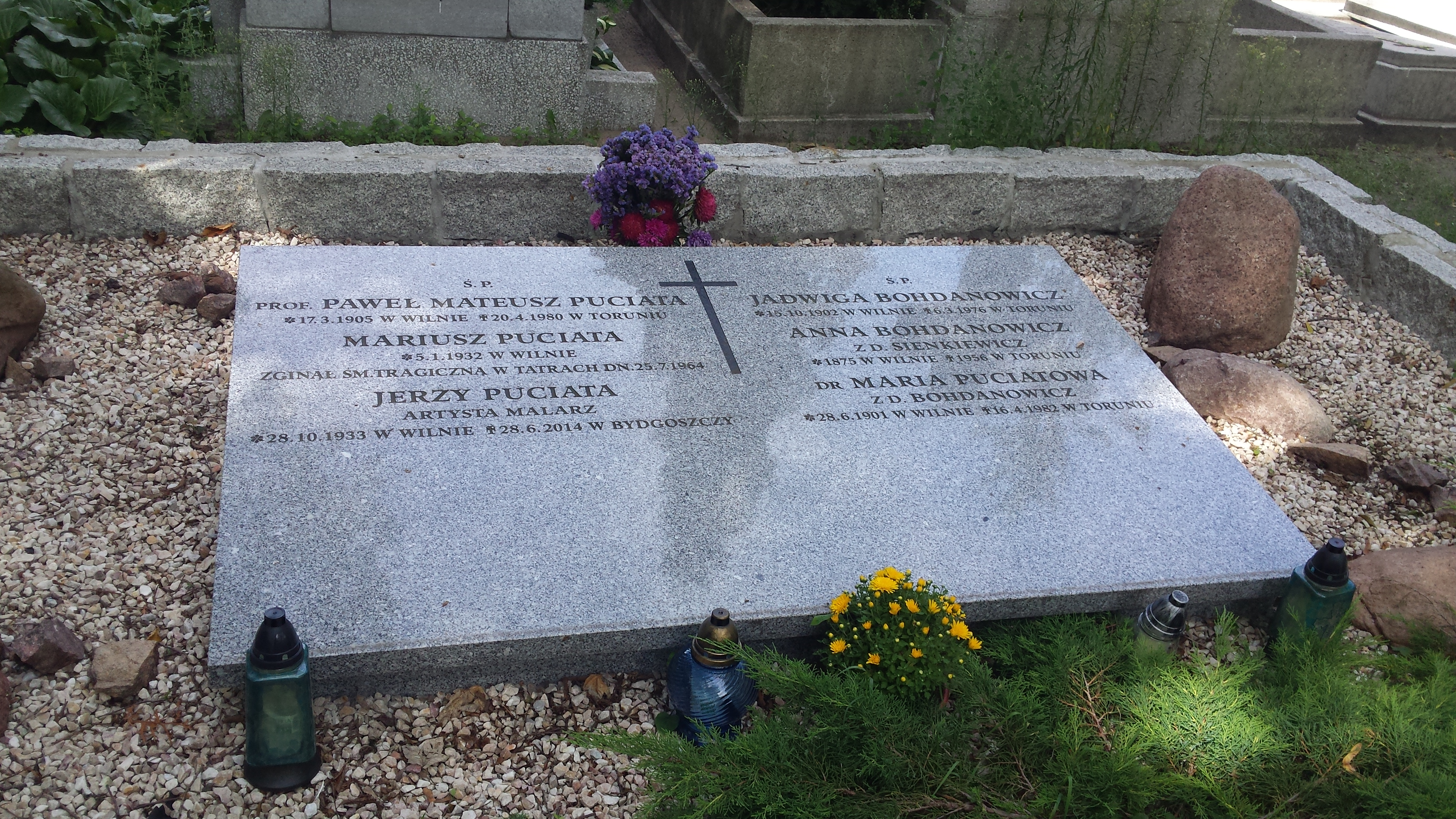
Grób Puciatów na Cmentarzu św. Jerzego w Toruniu

### Harcerstwo
W 1916–1917 wstąpił do harcerstwa, od 1919 należał do 1 Drużyny Harcerskiej im. Jakuba Jasińskiego. Ukończył kurs instruktorów skautowych w Połocku. W 1920 założył 7 Drużynę Harcerską im. Stefana Batorego (później 7 Wileńska DH im. Jakuba Jasińskiego „Stalowa Siódemka”). Był w niej zastępcą drużynowego, a od 1924 drużynowym (w stopniu przodownika) i Referentem Drużyn Prowincjonalnych Chorągwi Wileńskiej, w 1926 mianowany przewodniczącym honorowej Rady Starszyzny Chorągwi Wileńskiej i Kierownikiem Wydziału Drużyn Chorągwi Wileńskiej. Prowadził obozy wędrowne i kursowe obozy instruktorskie. W 1927 pełnił też obowiązki drużynowego 5 DH im. Z. Sierakowskiego. W 1931–1932 był w chorągwi kierownikiem organizacyjno-programowym, w kolejnych latach pełnił w Chorągwi Wileńskiej funkcje Kierownika Wydziału Kadry Kształcącej, komendanta zlotów chorągwi, a w 1933–1935 i 1936–1939 – komendanta chorągwi. Po przekształceniu w 1938 7 Wileńskiej DH w 7 Szczep Harcerzy im. Jakuba Jasińskiego w Wilnie – wódz szczepu (szczepowy).
W styczniu 1936 odznaczony Odznaką 20-lecia.
Miał opinię doskonałego wychowawcy, bacznego obserwatora podopiecznych, stosującego zadania, metody i środki wychowawcze dobrane odpowiednio do potrzeb i możliwości indywidualnego harcerza. Swoje doświadczenia z pracy instruktorskiej opisał w książce Wędrownicy. Pogawędka z drużynowym o pracy starszych chłopców (wyd. 1937), zaleconej przez Naczelnika ZHP do użytku służbowego dla instruktorów związku.
Po wybuchu II wojny światowej i utworzeniu Szarych Szeregów nie powierzono mu kierowniczych funkcji w konspiracyjnym harcerstwie, ponieważ był zbyt znany na Wileńszczyźnie. Paweł Mateusz Puciata zajął się tajnym nauczaniem. Na członka Szarych Szeregów został zaprzysiężony w 1941, obejmując funkcję instruktora chorągwi.

### Praca zawodowa
Absolwent historii w 1926 na USB w Wilnie. Następnie był nauczycielem w Gimnazjum Sióstr Nazaretanek w Wilnie, 1934–1939 w Państwowym Gimnazjum im. Króla Zygmunta Augusta w Wilnie. W 1932 roku uzyskał tam doktorat (Reprezentacja ziem zabranych na sejmie roku 1830/31). W okresie okupacji czynny w konspiracji wileńskiej, prowadził tajne nauczanie w swoim mieszkaniu przy ul. Zarzecze 16.
W lipcu 1946 wraz z żoną opuścił Wilno i zamieszkał w Toruniu. Tam był nauczycielem w I Liceum im. M. Kopernika. Od 1955 był też profesorem w Wyższej Szkole Pedagogicznej w Gdańsku.

## Ordery i odznaczenia
- Srebrny Krzyż Zasługi (10 listopada 1933)[3]

## Publikacje
- Skład i działalność reprezentacji ziem zabranych na sejmie roku 1830/31 [w:] Księga pamiątkowa Koła Historyków Słuchaczy Uniwersytetu Stefana Batorego w Wilnie 1923–1933, Wilno: Zrzeszenie Kół Naukowych 1933, s. 231–249.
- Wędrownicy. Pogawędka z drużynowym o pracy starszych chłopców, Wilno: skł. gł. Harcerskie Biuro Wydawnicze „Na Tropie” 1937 (wyd. 2 – Warszawa: Krąg Instruktorów Harcerskich im. Andrzeja Małkowskiego 1981).